# Striga macrantha
Striga macrantha är en snyltrotsväxtart som beskrevs av George Bentham. Striga macrantha ingår i släktet Striga och familjen snyltrotsväxter. Inga underarter finns listade i Catalogue of Life.